# Ophiopyrgus planulatus
Ophiopyrgus planulatus är en ormstjärneart som beskrevs av Jean Baptiste François René Koehler 1922. Ophiopyrgus planulatus ingår i släktet Ophiopyrgus och familjen fransormstjärnor. Inga underarter finns listade i Catalogue of Life.